# 华安大楼
华安大楼，又稱华安大厦，后称华侨饭店及金门大酒店（英語：Pacific Hotel），位于上海南京西路104号，对面是人民公园，现在是上海市优秀近代建筑保护单位。建筑由哈沙德洋行设计，工程专家康益督工，江裕记营造厂施工，并在1926年5月建成。1989年，华安大楼入选第一批上海市优秀历史建筑、上海市文物保护单位。现时，华安大楼为金门大酒店，由锦江国际酒店集团管理。

## 历史
华安大楼是由华安合群人寿保险公司建造的。华安公司主要的创办者是中国人身保险业的创始人、实业家南汇人吕岳泉。商务印书馆、新闻报馆、内地自来水公司都是公司的最初客户。原先的华安公司的办公地点位于上海外滩30号的一个教会房屋。之后华安保险的生意逐渐做大，原先的办公地已经显得过于拥挤了。便于1919年搬迁至江西路31号，次年迁今北京路11号。后在1922年，公司在静安寺路（今南京西路）上海跑马厅对面购买了11亩的地，在其西边2亩的土地上投资70万建造了华安合群人寿保险公司大楼。1926年5月，建筑建成。大楼建成后，三至八层是华安饭店，有客房120多间，底层用于出租。
1939年，大楼被一香港华侨租下，并更名为金门大酒店，成为了上海滩的一家知名酒店。1945年抗日战争胜利后，为了纪念日本在芷江向中国军队呈投降书，酒店楼下设立了芷江厅。1950年酒店停业并在1958年改名华侨饭店。当时，华侨饭店与锦江饭店、国际饭店等并称为“八大饭店”。1992年，恢复原名，后来在1998年进行了大规模的装修。

## 建筑特色
华安大楼建筑面积共1.4万平方米，高38.16米，共9层，是新古典主义建筑，同时采用了多种风格装饰。大楼为意大利宫殿式建筑，平面呈工字形。底层外墙为花岗石，墙面为水泥錾假石。大门处分为三段，使用了多立克式柱子，而大楼一、二层则采用了爱奥尼克式的柱廊。中央顶部设有塔楼，上层为塔什干柱，下层为科林斯式环柱，屋顶的钟楼高为9米。

## 现时情况
现时，酒店为一家三星级酒店，共有171间客房、4间餐厅和一间酒吧。4间餐厅分别为罗马厅、郁金香厅、丁香厅和西西里厅，前三间皆以广东菜与福建菜盛名，最后一间为意大利餐厅。酒店管理方为锦江国际集团旗下的锦江国际酒店集团。